# Aziz Nesin
Aziz Nesin (eredeti neve: Mehmet Nusret) (Törökország, Adalar (más néven: Heybeliada) 1915. december 20. –  Çeşme, 1995. július 6.) híres török író és humorista, több mint 100 könyv szerzője.

## Életútja, munkássága
Miután több éven keresztül tisztviselőként szolgált, később egy szatirikus folyóirat szerkesztője lett. Politikai nézetei miatt többször ült börtönben, illetve az Állami Biztonsági Szolgálat (törökül: MAH) felügyelet alá helyezte.
Írásaiban az átlagember brutális elnyomását ábrázolta. A lelketlen bürokráciát, gazdasági visszaéléseket és az emberi butaságot gúnyolta ki humoros történeteiben. Számos rangos díjat kapott Törökországban, Olaszországban, Bulgáriában, valamint az egykori Szovjetunióban. A műveit több mint 30 nyelvre fordították le, köztük magyar nyelvre is, több török novellaválogatásban szerepelt. (Van, akit sólyom karmol meg, 28 török novella). A Rakéta Regényújság, a Nagyvilág folyamatosan tett közzé elbeszéléseiből, világirodalmi kötetekbe is beválogatták írásait, például az Európa Könyvkiadó Égtájak című sorozatának 1980-as kötetébe is.
1956. június 6-án feleségül vette az Akbaba újságnál dolgozó munkatársát, Meral Çelen-t.
1972-ben létrehozza a Nesin Alapítványt. Elhatározta, hogy négy szegény, nyomorgó gyermeket az elemi iskolától kezdve az Alapítványon keresztül támogat, egészen a felsőfokú tanulmányok befejezéséig (lakás, élelem, tandíj stb.). Ezt követően minden jogdíjából felajánlott valamennyit az Alapítvány javára (könyv, színdarab, film, rádió és TV fellépések stb.).
Aziz Nesin politikailag aktív volt. Az 1980-as puccsot követően – amit Kenan Evren vezetett – az értelmiséget elnyomták. Sok értelmiségit késztetett arra, hogy a katonai kormány ellen kiálljon, azzal, hogy kibocsátotta az Értelmiségi Petíciót (törökül: Aydınlar Dilekçesi).
Utolsó éveiben sokat küzdött a tudatlanság és a vallási fundamentalizmus ellen.
1995. július 6-án hunyt el egy könyv dedikálást követően (Çeşme, İzmir). Halálát követően – végakaratának megfelelően – ismeretlen helyen temették el az általa létrehozott Alapítvány közreműködésével.

## Művei (válogatás)
- Isztambuli fiú
- A sas és a hal tánca
- Kutyamesék
- Naszreddin hodzsa meséi
- Nevetés és sírás

## Magyarul
- Szabály, az szabály; oroszból ford. Radványi Ervin; Európa, Bp., 1960 (Modern könyvtár)
- Fordítások és ferdítések humoros elbeszélések; vál. Árpád Attila, Hazai György, ford. Fehér Gézáné et al.; Európa, Bp., 1965
- Azok a csodálatos mai gyerekek; ford. Necil Togay, Paál Sebestyén; Móra, Bp., 1981
- Csinálj valamit, Met; Drámák; ford., utószó Balázs Judit; Európa, Bp., 1984

## Fordítás
- Ez a szócikk részben vagy egészben  az   Aziz Nesin című angol Wikipédia-szócikk fordításán alapul.  Az eredeti cikk szerkesztőit annak laptörténete sorolja fel. Ez a jelzés csupán a megfogalmazás eredetét és a szerzői jogokat jelzi, nem szolgál a cikkben szereplő információk forrásmegjelöléseként.